# Terrasse alluviale

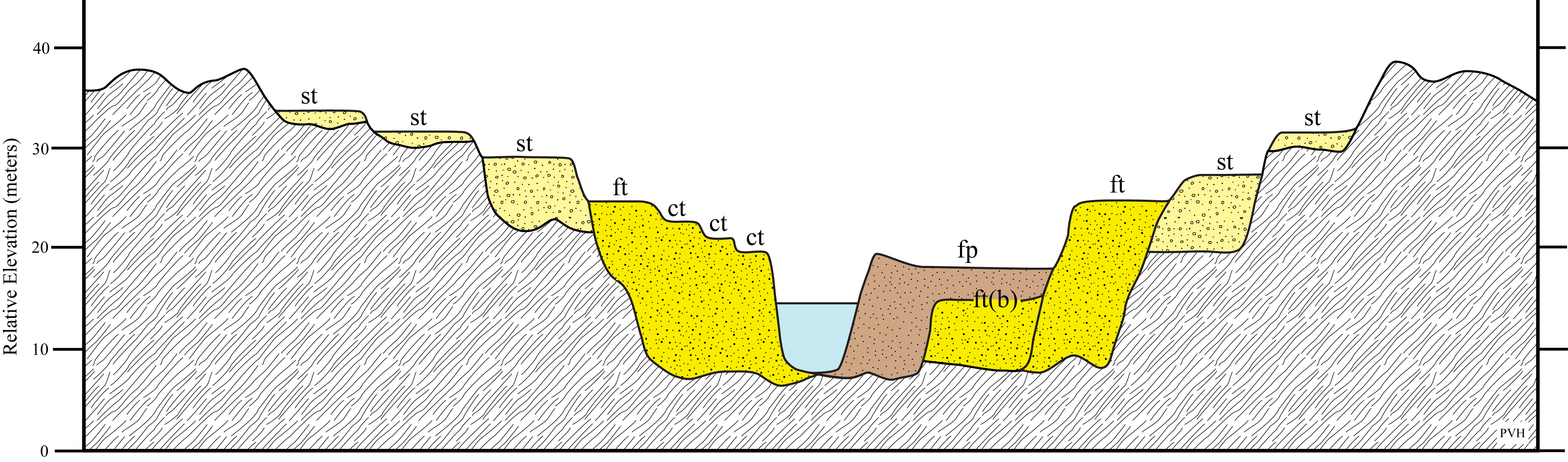
Schéma d'une série de terrasses alluviales

Une terrasse alluviale, ou terrasse fluviatile, est une zone plane située sur les versants d’une vallée fluviale et constituée par des alluvions (sédiments) déposées par le cours d’eau à une certaine période.
Accumulées en amont de seuils ou barrages naturels (embâcles naturels), ces alluvions furent déposées sur les bords du lit à la suite d'une décrue ou de la disparition d'un barrage naturel.
La succession de plusieurs épisodes de sédimentation et d'érosion aboutit fréquemment à l'étagement de plusieurs terrasses.

## Formation de terrasses alluviales: le système fluvio-glaciaire
Le dépôt des alluvions transportées par les eaux troubles des rivières a eu lieu lors des glaciations quaternaires : les eaux venant du front glaciaire, en amont, et transportant une grande quantité de matériaux remblayèrent leur lit. En période interglaciaire, les eaux de fonte creusèrent ces dépôts, formant ainsi des terrasses.
Ce phénomène d’alluvionnement et d'érosion, appelé système fluvio-glaciaire, se répéta plusieurs fois, formant ainsi dans les basses vallées plusieurs terrasses étagées.
Le rythme du cycle de dépôt de sédiments et d'érosion a pu varier en fonction du niveau de base, du régime hydrodynamique de la rivière, de la charge sédimentaire ou des mouvements tectoniques.

## Datation des terrasses alluviales
La datation des alluvions (par biostratigraphie, isotopes cosmogéniques, etc.) permet d'étudier l'histoire géologique et géomorphologique du bassin versant de la rivière.
De telles datations sont également utilisées en archéologie préhistorique pour retracer l'histoire du peuplement de ces terrasses alluviales.

## Exemples
La vallée de la Somme, en Picardie, offre un bon exemple de terrasses alluviales. Le fleuve a lentement creusé sa vallée durant environ un million d'années tout en se décalant. L'un des versants de la vallée a ainsi été creusé en terrasses, elles-mêmes recouvertes à chaque période glaciaire par des lœss, de fines particules de terre arrachées par le vent (formant des couches sédimentaires souvent de plus de 8 mètres d'épaisseur dans la région). Ces lœss ont enfoui et protégé les traces archéologiques laissées dans la vallée par les hommes préhistoriques du Pléistocène moyen et supérieur.